# 茗渓予備校
茗渓予備校（めいけいよびこう）は、株式会社れんせいにより運営されている中高一貫校生・大学受験専門の予備校である。以前は株式会社教育春秋社が運営していた。

## 概要
首都圏の中高一貫校で広く使用されている検定外教科書『Progress』（エデック社）、『NEW TREASURE』（Z会出版編集部）や『体系数学』（数研出版）などの学習指導を行っている。既卒生専用の私大医学部専科であるMedical Focusを新宿校に併設。
以前の運営会社であった教育春秋社は、2008年3月期には13億4200万円の売上があった。しかし、同業者との競争激化や少子高齢化などの影響で受講生が減少した他、公租公課の滞納も発覚。2023年3月期の売上も約8億円にまで落ち込んだ。このため、教育春秋社は2024年5月に事業を北海道帯広市に本社を置くれんせいに事業を譲渡した。
その後、教育春秋社は2024年9月11日に東京地方裁判所から破産手続開始決定を受けた。負債総額は約10億円。なお、4つの校舎はれんせいによって運営が継続されている。

## 校舎展開
新宿区、調布市、武蔵野市、国立市に校舎を展開している。